# Bothremys kellyi
Bothremys kellyi  — вимерлий вид бокошийних черепах родини Bothremydidae. Вид існував у палеоцені, 61,7-58,7 млн років тому. Скам'янілі рештки виду знайдені у відкладеннях фосфоритів формування Улад Абдун у Марокко.